# Махмуд Хамди
Махмуд Хамди Атија (арап. محمود حمدي, романизовано Mahmoud Hamdy Attia; Каиро, 1. јун 1995), познат под надимком Ел Винш (El-Winsh) професионални је египатски фудбалер који игра у одбрани на позицији центархалфа.

## Играчка каријера
Хамди је професионалну каријеру започео играјући у дресу екипе Тала ел Гаиш из Каира у сезони 2013/14. када је одиграо 8 утакмица за први тим. Три сезоне касније прелази у редове каирског великана Замалека са којим је у сезони 2017/18. освојо трофеј победника Купа Египта. 

## Репрезентативна каријера
За сениорску репрезентацију Египта дебитовао је у пријатељској утакмици против Кувајта играној 25. маја 2018. године.
Хамди се налазио и на списку египатске репрезентације на Светском првенству 2018. у Русији.